# Медведница
Медведница је планина у централној Хрватској. Налази се северно од Загреба и чини јужну границу историјског региона Загорје. 
Планина је популарно излетиште Загрепчана. Највиши врх је Сљеме (1.033 метара), до кога се може доћи аутомобилом, жичаром или пешице, планинарећи. Планина се протеже у смеру североисток - југозапад. Медведница је великим делом пошумљена (око 63% њене територије је под шумама). Већи део планине се налази у парку природе Медведница. Он се простире на површини од 228,26 km². 
На планини се налази уређено скијалиште на коме се од јануара 2005. године одржава такмичење за Женски светски скијашки куп. Скијалиштем управља градско предузеће „Сљеме — Медведница“. На планини постоје три скијашке жичаре. Уређују се стазе за скијање: Црвени, Бијели, Зелени и Плави спуст, као и Бијела и Чиновничка ливада (Жути спуст се не уређује због превелике стрмине). Постоје планови да се на планини у фебруару 2008. године одржи такмичење у скијању за мушкарце на светском скијашком купу.

## Планинарски домови на Медведници
- „Камени свати“
- „Главица“
- „Рисњак“
- „Графичар“
- „Томиславов дом“, данас хотел
- „Рунолист“
- „Раухова лугарница“
- „Пунтијарка“
- „Липа-Рог“